# Tommaso Tittoni
Tommaso Tittoni, född 16 november 1855 i Rom, död där 7 februari 1931, var en italiensk diplomat och politiker. Han var son till Vincenzo Tittoni.
Tittoni studerade juridik i Rom, Oxford och Liège, tog från 1882 verksam del i Roms kommunala liv och var 1886–97 ledamot av italienska deputeradekammaren. Åren 1897–1900 var han prefekt i Perugia och 1900–02 i Neapel, blev november 1902 senator och inträdde november 1903 som utrikesminister i Giovanni Giolittis ministär. Han behöll denna post även i ministären Alessandro Fortis, efter att en kortare tid mars 1905 ha fungerat som tillförordnad konseljpresident under den långt utdragna ministerkris, som föregick bildandet av kabinettet Fortis. Han ersattes vid dettas rekonstruktion i december samma år av Antonino Paternò-Castello di San Giuliano, men var maj 1906 till mars 1910 ånyo utrikesminister under Giolitti. Under mellantiden hade han varit italiensk ambassadör i London.
Tittoni höll som utrikesminister korrekt fast vid trippelalliansen och hade upprepade möten med österrikisk-ungerske utrikesministern Alois Lexa von Aehrenthal och med tyske rikskanslern Bernhard von Bülow. Hans utrikespolitik kännetecknades emellertid av en ständig strävan efter ett närmande till Frankrike. Just därför utsågs han april 1910 till ambassadör i Paris, på vilken särskilt under första världskriget viktiga post han kvarstod till oktober 1916. Under sin utrikesministertid fick Tittoni ofta av kammarens radikaler uppbära överdrivna förebråelser för att hysa klerikala sympatier; i förberedelserna för Italiens utträde ur trippelalliansen torde han ha haft rätt betydande andel.